# Морская собачка-бабочка
Морская собачка-бабочка (лат. Blennius ocellaris) — вид рыб семейства собачковых (Blenniidae). 
Небольшая рыба с длиной тела 20 см. Окраска тела светло-бурого цвета, с тёмными пятнами, на передней части спинного плавника круглое тёмно-бурое пятно, окружённое светлым кольцом. 
Вид распространён в восточной части Атлантического океана от Ла-Манша до Марокко, в западной части Средиземного моря, в Адриатическом и Чёрном морях. Обитает на глубине от 10 до 400 метров, предпочитая скалистые участки дна. Питается мелкими беспозвоночными донными животными.
Нерест с мая по август. Самцы территориальные и охраняют свои участки и кладку.
Мясо рыб невкусно и мало употребляется в пищу. 